# Sepvret
Sepvret ist eine französische Gemeinde mit 638 Einwohnern (Stand 1. Januar 2022) im Département Deux-Sèvres in der Region Nouvelle-Aquitaine. Sie gehört zum Arrondissement Niort und zum Kanton Celles-sur-Belle.

## Geografie
Sepvret befindet sich in der historischen Landschaft Poitou, etwa 30 Kilometer östlich der Stadt Niort. Nachbargemeinden sind Prailles-La Couarde mit La Couarde und Beaussais-Vitré im Westen, Saint-Léger-de-la-Martinière im Süden, Chey im Osten und Exoudun im Norden.
Auf dem Gemeindegebiet entspringt der 158 Kilometer lange Fluss Sèvre Niortaise.

## Bevölkerungsentwicklung
| Jahr      | 1968 | 1975 | 1982 | 1990 | 1999 | 2006 | 2016 |
| Einwohner | 731  | 623  | 521  | 470  | 475  | 496  | 608  |

## Sehenswürdigkeiten
- Kirche Saint Martin aus dem 20. Jahrhundert – Kulturdenkmal[1]
- die Gemeinde verfügt über eine Vielzahl weiterer sehenswerte Bauwerke, die ebenfalls als Kulturdenkmal registriert sind.[2]